# Crime ambiental
Um crime ambiental ou crime de lesa-natureza é um ato ilegal que prejudica diretamente o meio ambiente. Tais atividades ilegais envolvem o meio ambiente, a vida selvagem, a biodiversidade e os recursos naturais. Órgãos internacionais como G8, Interpol, União Europeia, Programa das Nações Unidas para o Meio Ambiente e o Instituto Inter-regional de Pesquisa sobre Crime e Justiça das Nações Unidas reconheceram os seguintes crimes ambientais:
- Crime contra a vida selvagem: Comércio ilegal de animais selvagens de espécies ameaçadas de extinção em violação à Convenção sobre Comércio Internacional de Espécies Ameaçadas de Fauna e Flora (CITES);
- Mineração ilegal : Contrabando de substâncias que destroem a camada de ozônio (SDO) em violação ao Protocolo de Montreal de 1987 sobre Substâncias que Destroem a Camada de Ozônio;
- Crimes de poluição : Despejo e comércio ilícito de resíduos perigosos em contravenção à Convenção de Basileia de 1989 sobre o Controle do Movimento Transfronteiriço de Resíduos Perigosos e Outros Resíduos e seu Descarte ;
- Pesca ilegal : Pesca ilegal, não declarada e não regulamentada em violação dos controlos impostos por várias organizações regionais de gestão das pescas;
- Extração ilegal de madeira: extração ilegal de madeira e o comércio associado de madeira roubada em violação às leis nacionais.[2]

Os crimes ambientais compõe quase um terço dos crimes cometidos por organizações como corporações, parcerias, sindicatos, trusts, fundos de pensão e organizações sem fins lucrativos. É a quarta maior atividade criminosa do mundo e está aumentando de cinco a sete por cento a cada ano. Esses crimes são passíveis de acusação. A Interpol facilita a cooperação policial internacional e auxilia seus países membros na aplicação efetiva das leis e tratados ambientais nacionais e internacionais. A Interpol começou a combater o crime ambiental em 1992.

## Custos
Gangues criminosas internacionais e grupos militantes lucram com a pilhagem de recursos naturais e esses lucros ilegais estão aumentando.  Terrorismo e guerras civis podem ser desencadeadas como consequência do crime ambiental. De acordo com o PNUMA e a Interpol, em junho de 2016 o tamanho de mercado do crime ambiental é 26% maior do que as estimativas anteriores, de US$ 91 a 258 bilhões, comparado a US$ 70 a 213 bilhões em 2014, superando o comércio ilegal de armas pequenas . Mais da metade desse valor pode ser atribuído à extração ilegal de madeira e ao desmatamento.

## Processos peloTPI
Em setembro de 2016, foi anunciado que o Tribunal Penal Internacional localizado em Haia processará governos e indivíduos por crimes ambientais. De acordo com os Critérios de Seleção de Casos anunciados no Documento de Política sobre Seleção e Priorização de Casos pela ICC em 15 de setembro de 2016, o Escritório dará atenção especial ao julgamento de crimes do Estatuto de Roma cometidos por meio de, ou que resultem em, "inter alia, a destruição do meio ambiente, a exploração ilegal de recursos naturais ou a desapropriação ilegal de terras".

## Crime ambiental na União Europeia
Dentro da União Europeia o caminho para uma aplicação efetiva da legislação sobre Crimes Ambientais tem encontrado complicações. Um papel importante é desempenhado pela Diretiva de Crimes Ambientais, um instrumento de 2008 destinado a proteger o meio ambiente através do uso do direito penal. Embora alguns estudos demonstrem que houve um declínio no incumprimento da política ambiental por parte dos Estados-Membros, após mais de uma década desde a publicação da primeira diretiva, no âmbito do Pacto Ecológico Europeu, a Comissão Europeia apresentou um proposta de uma nova Diretiva com o objetivo de fortalecer a aplicação e repressão de crimes ambientais através do uso de definições e sanções mais claras, além das típicas penas de multas e prisão.

## Crime ambiental por país

### Estados Unidos
Desde que o Escritório de Execução Criminal da Agência de Proteção Ambiental foi fundado em 1982, tem havido um aumento constante no número de crimes ambientais processados. Isso inclui a acusação de empresas que despejaram ilegalmente ou causaram derramamentos de óleo. Em nível federal, a EPA supervisiona as investigações e os processos são normalmente instaurados pelo Departamento de Justiça dos EUA, por meio de sua Seção de Crimes Ambientais e/ou por meio de um dos 94 Ministérios Públicos dos EUA em todo o país.
Em um estudo de caso de 2004, um cilindro de 30 libras de CFC-12 era passível de compra na República Popular da China por 40 dólares e vendida ilegalmente nos EUA por 600 dólares.
Em outro exemplo, em 2000, o promotor imobiliário da Califórnia Eric Diesel foi condenado a 6 meses de prisão e condenado a pagar uma multa de US$ 300.000 por criar uma estrada ilegal nas montanhas de Santa Cruz.

### Singapura
Como centro comercial, Singapura é suscetível ao contrabando. Em um estudo, Charles W. Schmidt explica como funcionava o fluxo ilegal em 2004 de  CFC-12 ilegal da China para os Estados Unidos através de Singapura devido à falta de inspeções e confidencialidade das empresas privadas.

### Rússia
As violações das leis de proteção ambiental da Rússia custaram ao país mais de US$ 187 milhões em 2018. Dos quase 23,9 mil crimes ambientais registrados na Rússia em 2018, a esmagadora maioria estava relacionada ao corte ilegal de plantações florestais, com cerca de 13,8 mil casos, e a caça ilegal, com mais de 1,9 mil casos observados.

## Aplicação
A aplicação efetiva das leis ambientais é vital para quaisquer regimes de proteção projetados para proteger o meio ambiente. s. As leis e regulamentações ambientais iniciais tiveram pouco ou nenhum efeito dissuasor sobre corporações, indivíduos ou governos. Uma das principais fontes de fracasso da legislação de proteção ambiental dos Estados Unidos foi o caráter civil das ações federais de fiscalização. Sua principal sanção eram multas, que muitas corporações lidavam apenas como um custo para fazer negócios. O direito penal ambiental cobre um terreno mais estreito. Seu núcleo consiste nas disposições criminais de oito leis federais aprovadas principalmente na década de 1970 e alteradas subsequentemente.
Em muitos casos corporações acharam mais rentável continuar a poluir mais do que a lei permitia e pagar multas associadas se condenada. Kevin Tomkins acredita que as corporações tinham um desincentivo para cumprir as leis ou regulamentos ambientais, pois a conformidade geralmente aumenta custos operacionais. Isso foi interpretado como muitas corporações que obedecem às leis ambientais tendo uma desvantagem competitiva. Como resultado da fraca legislação ambiental e da contínua opinião pública adversa em relação à gestão do meio ambiente, muitos governos estabeleceram regimes de fiscalização ambiental que aumentaram os poderes legais dos investigadores ambientais. A inclusão de sanções criminais, aumentos significativos de multas e possível prisão de executivos mudaram a face da aplicação da lei ambiental. Por exemplo, entre 1983 e 1990, o Departamento de Justiça dos EUA garantiu US$ 57.358.404,00 em penalidades criminais e obteve sentenças de prisão para 55% dos réus acusados de crimes ambientais.

## Criminologia ambiental
A criminologia ambiental examina as noções de crimes, ofensas e comportamentos lesivos ao meio ambiente e passa a examinar o papel que sociedades, incluindo corporações, governos e comunidades, desempenham na geração de danos ambientais. A criminologia está começando a reconhecer o impacto dos seres humanos no meio ambiente e como as agências de aplicação da lei e o judiciário medem os danos ao meio ambiente e atribuem sanções aos infratores. O crime ambiental não afeta apenas a terra, a água, o ar, afeta também a saúde das crianças.